# دشت زر (زیدآباد)
دشت زر یک روستا در ایران است که در بخش مرکزی شهرستان سیرجان واقع شده‌است.